# Jim van Fessem
Jim van Fessem est un footballeur néerlandais, né le 7 août 1975 à Tilbourg aux Pays-Bas. Il évolue comme gardien de but.

## Palmarès
De Graafschap
- Eerste divisie (D2)
  - Champion (1) : 2007